# Hydroporus brevis
Hydroporus brevis är en skalbaggsart som beskrevs av R. F. Sahlberg 1834. Hydroporus brevis ingår i släktet Hydroporus och familjen dykare. Arten är reproducerande i Sverige. Inga underarter finns listade i Catalogue of Life.

## Bildgalleri

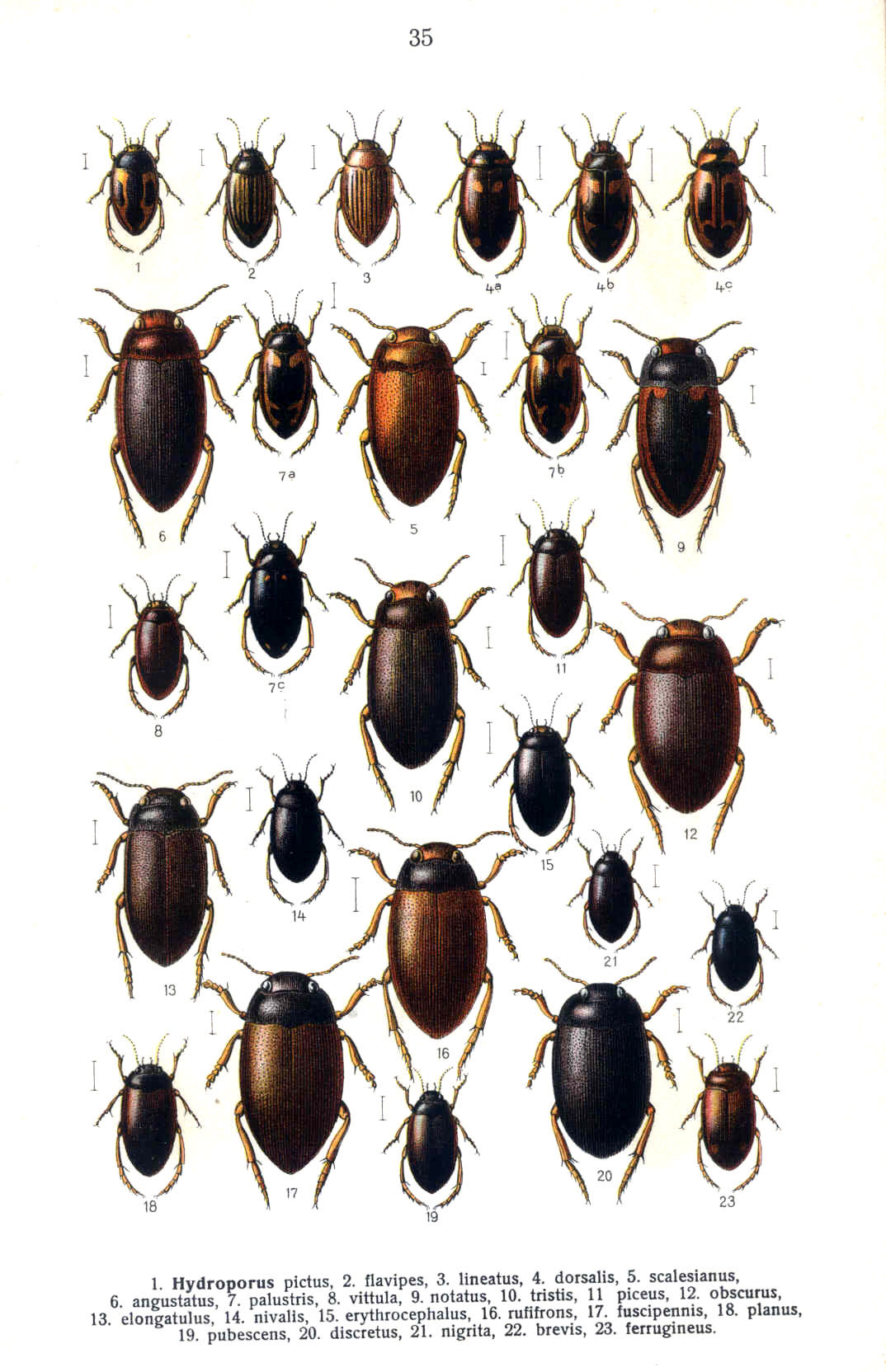
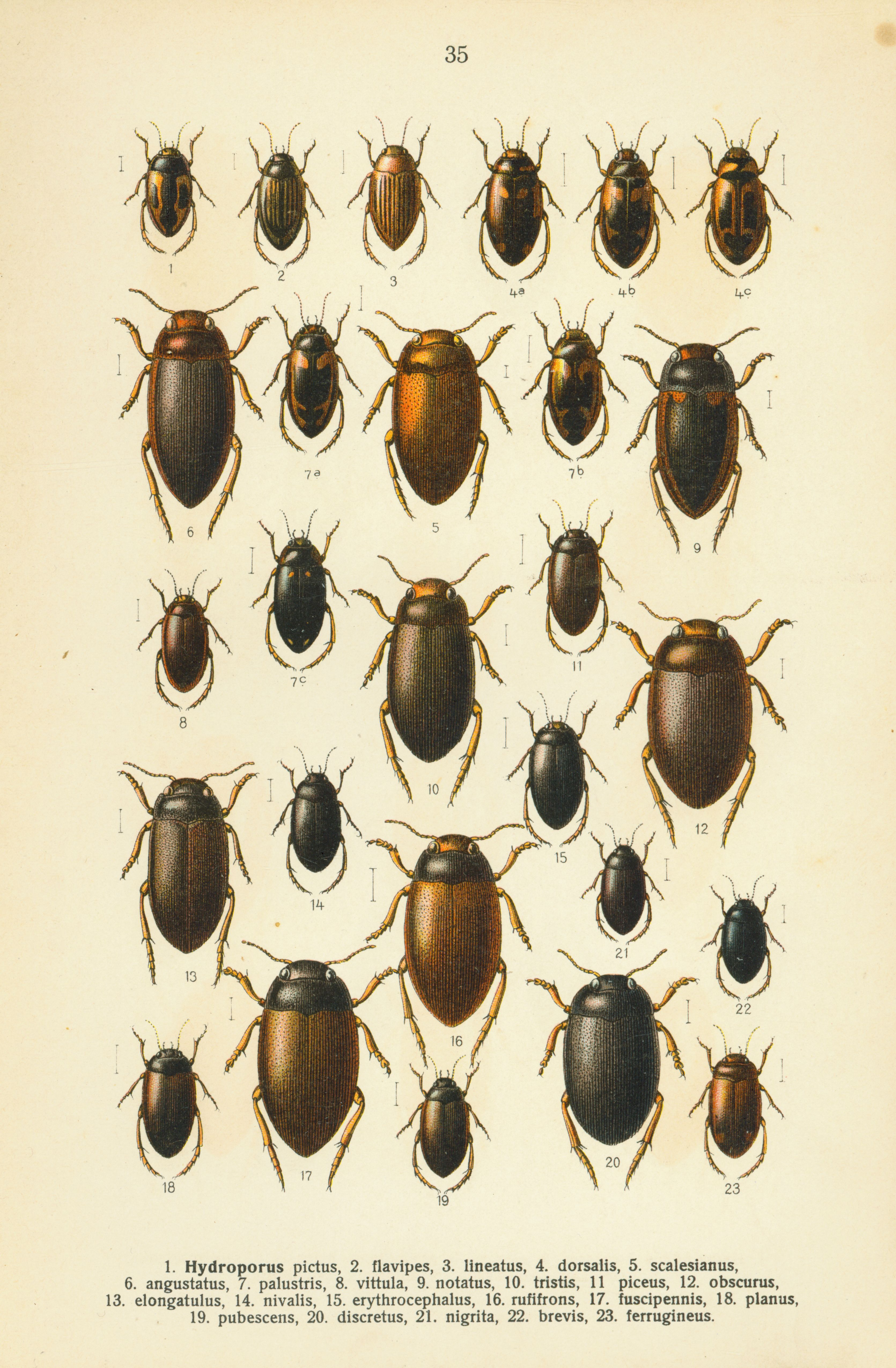